# Borota
Borota è un comune dell'Ungheria situato nella contea di Bács-Kiskun, nell'Ungheria meridionale di 1 365 abitanti (dati 2009)

## Società

### Evoluzione demografica
Secondo i dati del censimento 2001 il 99,2% degli abitanti è di etnia ungherese, lo 0,3% di etnia rom